# Johann Strauss (filho)
Johann Strauss II (Viena, 25 de outubro de 1825 — Viena, 3 de junho de 1899), também conhecido como Johann Strauss, Jr., o mais novo, o Filho (alemão: Sohn), Johann Baptist Strauss, foi um compositor austríaco de música leve, particularmente música de dança e operetas, bem como violinista. Compôs mais de 500 valsas, polcas, quadrilhas, e outros tipos de música de dança, além de várias operetas e um balé. Em sua vida, ele era conhecido como "O Rei da Valsa" e foi o grande responsável pela popularidade da valsa em Viena durante o século XIX. Algumas das obras mais famosas de Johann Strauss incluem "O Danúbio Azul", "Kaiser-Walzer" (Valsa do Imperador), "Contos dos Bosques de Viena", "Frühlingsstimmen" e o "Tritsch-Tratsch-Polka". Entre suas operetas, Die Fledermaus e Der Zigeunerbaron são as mais conhecidas.
Strauss era filho de Johann Strauss I e sua primeira esposa Maria Anna Streim. Dois irmãos mais novos, Josef e Eduard Strauss, também se tornaram compositores de música leve, embora nunca tenham sido tão conhecidos quanto o irmão.

## Compositor

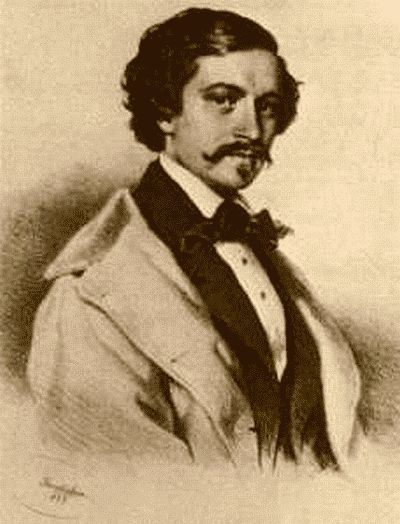
Johann Strauss em seus anos de juventude

Apesar do alarde inicial, Strauss encontrou certa dificuldade como compositor nos primeiros anos, mas ele logo conquistou o público depois de aceitar para se apresentar longe de casa. A primeira grande nomeação para o jovem compositor foi para o cargo honorífico de "Kapellmeister do 2º Regimento de Cidadãos de Viena", que estava vago após a morte de Joseph Lanner, dois anos antes.
Viena foi sacudida pelas revoluções de 1848 no Império Austríaco e a intensa rivalidade entre pai e filho se tornou muito mais aparente. Johann Jr. decidiu ficar do lado dos revolucionários. Foi uma decisão profissionalmente desvantajosa, com a realeza austríaca negando-lhe duas vezes o muito cobiçado posto de Hofballmusikdirektor, que foi primeiramente e especialmente criado para Johann I, em reconhecimento por suas contribuições musicais. Além disso, o mais jovem Strauss também foi detido pelas autoridades vienenses por tocar publicamente "La Marseillaise", mas foi posteriormente absolvido. Strauss pai permaneceu leal à monarquia e compôs a sua "Marcha Radetzky", Op. 228 (dedicada ao marechal de campo dos Habsburgos Joseph Radetzky von Radetz), que se tornaria uma de suas composições mais conhecidas.
Quando o mais velho Strauss morreu de escarlatina em Viena, em 1849, o mais jovem Strauss fundiu as duas orquestras e se engajou em mais turnês. Mais tarde, ele também compôs uma série de marchas patrióticas dedicadas ao imperador Habsburgo Francisco José I, tais como o "Kaiser Franz-Josef Marsch", Op. 67 e o "Kaiser Franz Josef Rettungs Jubel-Marsch", Op. 126, provavelmente para agradar aos olhos do novo monarca, que subiu ao trono austríaco após a revolução de 1848.

## Avanços na carreira

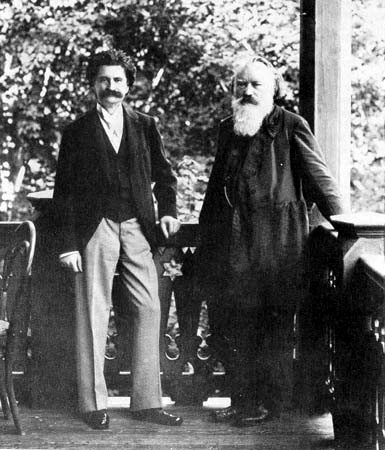
Johann Strauss e Johannes Brahms fotografados em Viena

Strauss Jr. finalmente superou a fama de seu pai e se tornou um dos compositores de valsa mais populares da época, frequentemente percorrendo a Áustria, Polônia e Alemanha junto à sua orquestra. Ele se candidatou para a posição de Diretor Musical dos Bailes da Corte Real e acabou sendo nomeado em 1863.
Em 1853, devido às exigências físicas e mentais constantes, Strauss sofreu um colapso nervoso. Ele tirou sete semanas de férias no campo, no verão do mesmo ano, a conselho dos médicos. O seu irmão mais novo, Josef, foi persuadido pela sua família a abandonar a carreira como engenheiro e assumir o comando da orquestra nesse período.
Em 1855, Strauss foi contratado pela direção da Companhia Ferroviária de Tsarskoye-Selo de São Petersburgo para tocar na Rússia, no Pavilhão Vauxhall em Pavlovsk no ano seguinte. Ele voltaria a se apresentar na Rússia anualmente até 1865.
Mais tarde, na década de 1870, Strauss e sua orquestra viajaram pelos Estados Unidos. Lá participou do Festival Boston, a convite do maestro Patrick Gilmore, e foi o maestro principal em um "Concerto Colossal" de mais de 1 000 artistas no evento "Júbilo pela Paz Mundial e Festival Internacional Musical", apresentando a sua valsa "Danúbio Azul", entre outras peças, com grande sucesso.

## Trabalhos de palco
As mais famosas operetas de Strauss são "Die Fledermaus", "Eine Nacht in Venedig" e "Der Zigeunerbaron". Há muitas peças de dança extraídas de temas de suas operetas, como "Cagliostro-Walzer" Op. 370 (a partir de "Cagliostro in Wien"), "O Schöner Mai Walzer" Op. 375 (a partir de "Prinz Methusalem"), "Rosen aus dem Süden Walzer" Op. 388 (a partir "Das Spitzentuch der Königin"), e "Kuss-Walzer" op. 400 (a partir de "Der Krieg lustige"), que sobreviveram à obscuridade e tornaram-se conhecidas. Strauss também escreveu uma ópera, "Ritter Pázmán", e estava no meio da composição de um balé, "Aschenbrödel", quando morreu em 1899.

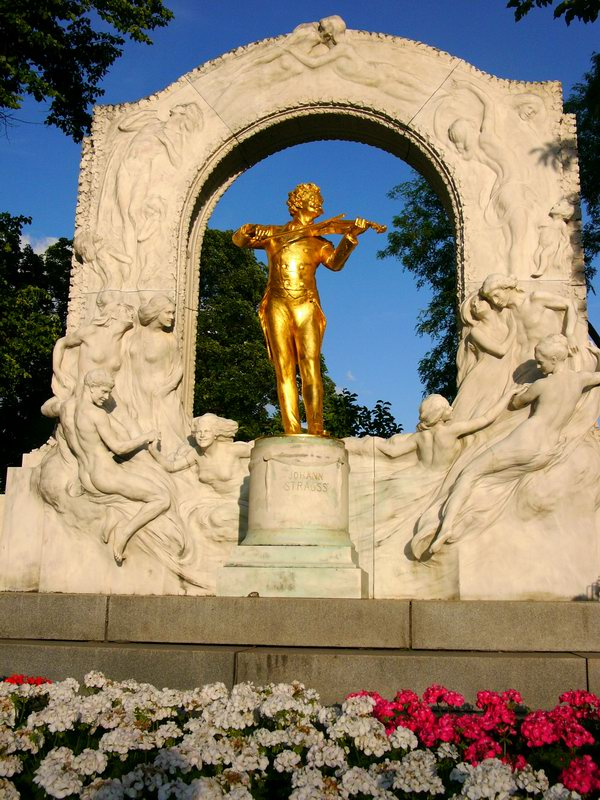
Estátua do "Rei da Valsa" em Stadtpark, Viena

## Morte e legado
Strauss morreu no dia 3 de junho de 1899 em Viena, com a idade de 73 anos. Foi enterrado no Cemitério Central de Viena. No momento da sua morte ainda estava compondo seu balé "Aschenbrödel".

## Obras

### Opereta
- Indigo und die vierzig Räuber - Indigo and the Forty Thieves (1871)
- Der Karneval in Rom - O Carnaval em Roma (1873)
- Die Fledermaus (port. "O Morcego") (1874)
- Cagliostro in Wien - Cagliostro em Viena (1875)
- Prinz Methusalem Princípee Methusalem (1877)
- Blindekuh - Blind Man's Buff (1878)
- Das Spitzentuch der Königin - The Queen's Lace Handkerchief (1880)
- Der lustige Krieg - A Guerra Alegre (1881)
- Eine Nacht in Venedig - Uma Noite em Veneza (1883)
- Der Zigeunerbaron - O Barão Cigano (1885)
- Simplicius (1887)
- Fürstin Ninetta - Princess Ninetta (1893)
- Jabuka — Das Apfelfest - Apple festival (1894)
- Waldmeister - Woodruff (1895)
- Die Göttin der Vernunft - A Deusa da Razão (1897)
- Wiener Blut (1899)
- Casanova (premiada em 1928)

### Ópera
- Ritter Pásmán O Cavaleiro Pásmán (1892)

### Ballet
- Aschenbrödel Cinderella (1899)

### Valsas
- Sinngedichte op. 1 Epigramas (1844)
- Gunstwerber op. 4 Favour Solicitor (1844)
- Faschingslieder op. 11 Canções de Carnaval (1846)
- Jugendträume op. 12 Sonhos de Juventude (1846)
- Sträußchen op. 15 Bouquets (1846)
- Sängerfahrten op. 41 Singers' Journeys (1847)
- Klange aus der Walachei op. 50 Ecos da Valáquia (1850)
- Freiheitslieder op. 52
- Burschenlieder op. 55
- Frohsinns-Spenden op. 73 Gifts of Cheerfulness (1850)
- Lava-Ströme op. 74 Rios de Lava (1850)
- Rhadamantus-Klänge op. 94 Ecos of Radamanto (1851)
- Idyllen op. 95 Idylls (1851)
- Mephistos Höllenrufe op. 101 Cries of Mephistopheles from Hell (1851)
- Liebeslieder op. 114 Canções de amor (1852)
- Phönix-Schwingen op. 125 Asas da Fénix (1853)
- Schneeglöckchen op. 143 Flocos de neve (1854)
- Novellen op. 146 Legal Amendments (1854)
- Nachtfalter op. 157 Moths (1855)
- Glossen op. 163 Notas Marginais (1855)
- Man lebt nur einmal! op. 167 Só se vive uma vez! (1855)
- Abschieds-Rufe op. 179 Choros de Despedida (1856)
- Grossfürsten Alexandra-Walzer op.181 Valsa da Grã-Duquesa Alexandra (1856)
- Phanomene op. 193 Phenomena (1857)
- Abschied von St. Petersburg op. 210 Adeus a S. Petersburgo (1858)
- Hell und Voll op. 216 Bright and Full (1859)
- Promotionen op. 221 Promoções (1859)
- Accelerationen op. 234 Accelerações (1860)
- Immer heiterer op. 235 More and More Cheerful (1860)
- Grillenbanner op. 247 Banisher of Gloom (1861)
- Klangfiguren op. 251 (1861)
- Dividenden op. 252 Dividendos
- Patronessen op. 264 Patronesses (1862)
- Karnevalsbotschafter op. 270 Embaixador do Carnaval (1862)
- Leitartikel op. 273 Artigo principal (1863)
- Morgenblätter op. 279 Jornais da manhã (1863)
- Studentenlust op. 285 Students' Joy (1864)
- Aus den Bergen op. 292 Das Montanhas (1864)
- Feuilleton op. 293 (1865)
- Bürgersinn op. 295 Espirito dos Cidadãos (1865)
- Flugschriften op. 300 Panfletos (1865)
- Wiener Bonbons op. 307 Doces Vieneses (1866)
- Feenmärchen op. 312 Contos de Fadas (1866)
- An der schönen blauen Donau op. 314 Danúbio Azul (1867)
- Künstlerleben op. 316 Vida dos Artistas (1867)
- Telegramme op. 318 Telegramas (1867)
- Die Publicisten op. 321 The Publicists (1868)
- G'schichten aus dem Wienerwald Contos dos Bosques de Viena op. 325 (1868),
- Illustrationen op. 331 Ilustrações (1869)
- Wein, Weib und Gesang op. 333 Vinho, Mulheres e Música (1869)
- Freuet Euch des Lebens op. 340 Aproveitai a Vida (1870)
- Neu Wien op. 342 Nova Viena (1870)
- Tausend und eine Nacht op. 346 Mil e Uma Noites (1871)
- Wiener Blut (waltz) op. 354 Sangue Vienense (1873)
- Carnevalsbilder op. 357 Quadros de Carnaval (1873)
- Bei uns Z'haus op. 361 Em Casa (1873)
- Wo die Zitronen blühen op. 364 Onde desabrocham os Limões (1874)
- Du und du from Die Fledermaus op. 367 Tu e tu (1874)
- Cagliostro-Walzer op. 370 (1875)
- O schöner Mai! op. 375 Oh Belo Maio! (1877)
- Rosen aus dem Süden op. 388 Rosas do Sul (1880)
- Nordseebilder op. 390 Quadros do Mar do Norte (1880)
- Kuss-Walzer op. 400 Valsa do Beijo (1881)
- Frühlingsstimmen op. 410 Vozes da Primavera (1882)
- Lagunen-Walzer op. 411 Valsa das Lagoas (1883)
- Schatz-Walzer op. 418 Valsa do Tesouro (1885)
- Wiener Frauen op. 423 Senhoras Vienenses (1886)
- Donauweibchen op. 427 Donzelas do Danúbio (1887)
- Kaiser-Jubiläum-Jubelwalzer op. 434 Imperador Júbilo (1888)
- Kaiser-Walzer op. 437 Valsa do Imperador (1888)
- Rathausball-Tänze op. 438 Dança do Baile do Município (1890)
- Gross-Wien op. 440 Grande Viena (1891)
- Seid umschlungen, Millionen! op. 443 Be Embraced, You Millions! (1892)
- Klug Gretelein op. 462 Clever Gretel (1895)
- Trau, Schau, Wem! op. 463 Cuida de quem confias! (1895)
- Farewell to America o. op.

### Polkas
- Herzenslust op. 3
- Explosions-Polka op. 43
- Harmonie Polka op. 106
- Annen op. 117 (1852)
- Veilchen op. 132
- Aurora op. 165
- Champagne-Polka op. 211
- Tritsch-Tratsch-Polka op. 214 (1858)
- Maskenzug op. 240
- Perpetuum Mobile op. 257
- Demolirer Polka-française op. 269 (1862)
- Vergnügungszug op. 281 Journey Train (1864)
- S gibt nur a Kaiserstadt,'s gibt nur a Wien! op. 291
- Kreuzfidel op. 301
- Lob der Frauen Polka-mazurka op. 315
- Postillon D'Amour Polka-française op. 317 (1867)
- Leichtes Blut Galop op. 319 (1867)
- Figaro-Polka op. 320
- Stadt und Land Polka-mazurka op. 322
- Ein Herz, ein Sinn! Polka-mazurka op. 323
- Unter Donner und Blitz op. 324 (1868)
- Freikugeln op. 326 (1868)
- Fata Morgana Polka-mazurka op. 330
- Éljen a Magyar! polka schnell op. 332
- Im Krapfenwald'l Polka-française op. 336
- Im Sturmschritt op. 348
- Die Bajadere op. 351
- Vom Donaustrande op. 358
- Bitte schön! Polka-française op. 372 (1875)
- Auf der Jagd! op.373 (1875)
- Banditen-Galopp op. 378 (1877)
- Waldine op. 385 (1879)
- Neue Pizzicato Polka op. 449
- Klipp-Klapp Galopp op. 466

### Marchas
- Patrioten op. 8 (1845)
- Austria op.20 (1846)
- Fest op. 49 (1847)
- Revolutions-Marsch op. 54 (1848)
- Studenten-Marsch op. 56 (1848)
- Brünner Nationalgarde, op. 58 (1848)
- Kaiser Franz Josef op. 67 Imperador Francisco José (1849)
- Triumph op. 69 (1850)
- Wiener Garnison op. 77 (1850)
- Ottinger Reiter op. 83 (1850)
- Kaiser-Jäger op. 93 (1851)
- Viribus unitis op. 96 (1851)
- Grossfürsten op. 107 (1852)
- Sachsen-Kürassier op. 113 (1852)
- Wiener Jubel-Gruss op. 115 (1852)
- Kaiser-Franz-Josef-Rettungs-Jubel Op.126 (1853)
- Caroussel op.133 (1853)
- Kron op.139 (1853)
- Erzherzog Wilhelm Genesungs op.149 (1854)
- Napoleon op.156 (1854)
- Alliance (musical work) op. 158 (1854)
- Krönungs op.183 (1856)
- Fürst Bariatinsky op.212 (1858)
- Deutscher Kriegermarsch op.284 (1864)
- Verbrüderungs op.287 (1864)
- Persischer Marsch op.289 Marcha Persa (1864)
- Ägyptischer op.335 Marcha Egípcia (1869)
- Indigo-Marsch op.339
- Hoch Osterreich! op.371
- Jubelfest op.396 (1881)
- Der Lustige Krieg op.397 (1882)
- Matador op.406 (1883)
- Habsburg Hoch! op. 408 (1882)
- Russischer Marsch op.426 Marcha Russa (1886)
- Reiter op.428 (por Simplicius) (1888)
- Spanischer Marsch op.433 Marcha Espanhola (1888)
- Fest op.452 Festival (1893)
- Živio! op.456 (1894)
- Es war so wunderschön op.467 (1896)
- Deutschmeister Jubiläums op.470 (1896)
- Auf's Korn! op.478 (1898)

### Quadrille
- Debut-Quadrille op. 2 (1844)
- Le beau Monde op. 199 (1857)
- Indigo-Quadrille op. 344 (1871)
- Cagliostro-Quadrille op. 369 (1875)